# رکسان هارت
رکسان هارت (انگلیسی: Roxanne Hart؛ زادهٔ ۲۷ ژوئیهٔ ۱۹۵۲) یک بازیگر اهل ایالات متحده آمریکا است.
از فیلم‌های معروف او می‌توان به بازی در فیلم مسیر مهتابی و آخرین مرد بی‌گناه اشاره کرد.